# Okkultation
Okkultation er det astronomiske fænomen hvor et himmellegeme dækker for et andet himmellegeme. En solformørkelse, hvor Månen dækker Solen, er et eksempel på en okkultation. Normalt menes der med okkultation at Månen passerer foran og lejlighedsvis dækker en stjerne eller en planet, det er sådanne okkultationer vi oftest kan se. Månen passerer foran stjerner stort set dagligt, og foran planeter ca. 10-20 gange per år. Hver okkultation kan kun ses fra en begrænset del af Jorden. Mange okkultationer sker også i dagslys, og disse okkultationer kan være svære at se.
Observationer af stjerner, der okkulteres af en asteroide, giver ofte anvendelige data til at bestemme asteroidens størrelse, og kan afsløre om den har måner.
Uranus' ringe blev opdaget ved en okkultation i 1977.
Oversat fra svensk Wikipedia.